# Igreja Unida do Norte da Índia
A Igreja Unida do Norte da Índia (IUNI) - em Inglês United Church of Northern India, também conhecida pela sigla UCNI - é uma denominação reformada presbiteriana na Índia. Foi constituída originalmente em 1924, pela fusão das missões da Igreja da Escócia, Igreja Presbiteriana de Gales, Igreja Presbiteriana do Canadá, Igreja Presbiteriana nos Estados Unidos da América, Igreja Presbiteriana na Irlanda, Sociedade Missionária de Londres, Igreja Presbiteriana da Inglaterra, Igreja Unida do Canadá, Igreja Presbiteriana de Aotearoa Nova Zelândia, Igreja Reformada e Evangélica e do Conselho Americano de Comissários para Missões Estrangeiras.
Em 1970, a denominação foi absorvida pela Igreja do Norte da Índia, mas dela se separou, recuperando a independência como denominação, em 1994.

## História
No final do Século XIX e início do Século XX, diversas missões presbiterianas e congregacionais se instalaram no Norte da Índia. Entre elas estavam as missões da Igreja da Escócia, Igreja Presbiteriana de Gales, Igreja Presbiteriana do Canadá, Igreja Presbiteriana nos Estados Unidos da América, Igreja Presbiteriana na Irlanda, Sociedade Missionária de Londres, Igreja Presbiteriana da Inglaterra, Igreja Unida do Canadá, Igreja Presbiteriana de Aotearoa Nova Zelândia, Igreja Reformada e Evangélica e do Conselho Americano de Comissários para Missões Estrangeiras.
Em 1924, as 11 missões se uniram para formar uma só denominação, chamada de Igreja Unida do Norte da Índia. A denominação cresceu e se espalhou por todo o norte do país.
Em 1970, ela participou da formação da Igreja do Norte da Índia (INI), igreja que também incluiu igrejas anglicana e metodistas. 
Em 1994, devido a desacordos sobre o governo da igreja, a Igreja Unida do Norte da Índia se separou novamente, recuperando sua independência como denominação. Todavia, muitas congregações permaneceram no INI.
Após recuperar a sua independência, a denominação se espalhou novamente pelo Norte da Índia. Em 2016, era formada por um total de 105 igrejas e 11.837 membros.

## Doutrina
A denominação permite a ordenação de mulheres. Subscreve o Credo dos Apóstolos e possui sua própria confissão de fé.